# Stina Seelig
Stina Seelig (22 de agosto de 1906 - 9 de agosto de 1973) fue una actriz de nacionalidad sueca. 

## Biografía
Su nombre completo era Stina Sofia Elisabet Seelig, y nació en Estocolmo, Suecia, siendo sus padres los actores Harald Sandberg y Lotten Lundberg-Seelig.
Falleció en Estocolmo en el año 1973. Estuvo casada entre los años 1929 y 1932 con el actor Gösta Terserus.

## Filmografía
- 1932 : Jag gifta mig – aldrig
- 1934 : Anderssonskans Kalle
- 1937 : Adolf Armstarke

## Teatro
- 1924 : Lilla Busses bröllop, de Richard Kessler, dirección de Knut Nyblom, Vasateatern[1]
- 1927 : Guldgrävare, de Avery Hopwood, dirección de Ernst Eklund, Djurgårdsteatern[2]
- 1927 : Hans majestät får vänta, de Oscar Rydqvist, dirección de Einar Fröberg, Komediteatern[3]
- 1928 : Indianer och vita, de Axel Berggren, dirección de Albert Ståhl, Komediteatern[4]
- 1928 : Alla ha rätt, de Luigi Pirandello, dirección de Ernst Eklund, Komediteatern[5]
- 1928 : Den fångna, de Édouard Bourdet, dirección de Ernst Eklund, Komediteatern[6]
- 1929 : La ópera de los tres centavos, de Bertolt Brecht y Kurt Weill, dirección de Ernst Eklund, Komediteatern[7]
- 1931 : Dunungen, de Selma Lagerlöf, dirección de Gustaf Linden, Skansenteatern[8][9]
- 1934 : Das Dreimäderlhaus, de Alfred Maria Willner, Heinz Reichert, Franz Schubert y Heinrich Berté, dirección de Nils Johannisson, Teatro Oscar[10]
- 1934 : En kvinna som vet vad hon vill, de Louis Verneuil, Alfred Grünwald y Oscar Straus, dirección de Nils Johannisson, Teatro Oscar[11]
- 1934 : Tovaritch, de Jacques Deval, dirección de Ernst Eklund, Komediteatern[12]